# Iwanowskij
Iwanowskij (kaz.: Ивановский жотасы, Iwanowskij żotasy, Иванов жотасы, Iwanow żotasy; ros.: Ивановский хребет, Iwanowskij chriebiet) – pasmo górskie w zachodniej części Ałtaju, w północno-wschodnim Kazachstanie, część Ałtaju Kruszcowego. Rozciąga się na długości ok. 100 km, najwyższy szczyt osiąga 2775 m n.p.m. Zbudowane z łupków i wapieni poprzedzielanych intruzjami. Występują złoża rud polimetali. Zbocza porośnięte lasami: na zachodzie lasy osikowo-brzozowe, na wschodzie lasy sosnowo-jodłowe (sosna syberyjska).